# Franco Mallia
| Entdeckte Asteroiden: 11 | Entdeckte Asteroiden: 11 | Entdeckte Asteroiden: 11 |
| --- | ------------------------ | ------------------------ |
| Nummer und Name | Entdeckungsdatum         |                          |
| (20513) Lazio | 10. September 1999       | [1]                      |
| (21795) Masi | 29. September 1999       |                          |
| (21799) Ciociaria | 1. Oktober 1999          | [1]                      |
| (21999) Disora | 7. Dezember 1999         |                          |
| (39864) Poggiali | 26. Februar 1998         | [2]                      |
| (73453) Ninomanfredi | 13. Juli 2002            | [1]                      |
| (74625) Tieproject | 10. September 1999       | [1]                      |
| (79641) 1998 SY2 | 19. September 1998       | [1]                      |
| (121019) Minodamato | 20. Januar 1999          | [2]                      |
| (127689) Doncapone | 5. März 2003             | [3]                      |
| (152188) Morricone | 27. August 2005          | [4]                      |
| [1] zusammen mit Gianluca Masi [2] zusammen mit Mario Di Sora [3] zusammen mit Ugo Tagliaferri [4] zusammen mit Alain Maury |                          |                          |

Franco Mallia (* 1961) ist ein italienischer Astronom und Asteroidenentdecker.
Er entdeckte zwischen 1998 und 2005 am Campo-Catino-Observatorium, teilweise zusammen mit Kollegen, insgesamt 11 Asteroiden.
Am 12. November 2004 gelang ihm zusammen mit Gianluca Masi und Roger Wilcox der Nachweis, dass der kurz zuvor von Robert McNaught unter der Bezeichnung 2004 TU12 entdeckte Asteroid in Wirklichkeit ein periodischer Komet ist.
Der Asteroid (21685) Francomallia ist seit 2001 nach ihm benannt.